# Sabella nudicollis
Sabella nudicollis är en ringmaskart som beskrevs av Henrik Nikolai Krøyer 1856. Sabella nudicollis ingår i släktet Sabella och familjen Sabellidae. Inga underarter finns listade i Catalogue of Life.